# Calliandra macrocalyx
Calliandra macrocalyx är en ärtväxtart som beskrevs av Hermann August Theodor Harms. Calliandra macrocalyx ingår i släktet Calliandra och familjen ärtväxter.

## Underarter
Arten delas in i följande underarter:
- C. m. aucta
- C. m. macrocalyx